# نخر باتاغوني
نخر باتاغوني (الاسم العلمي:Tilletia patagonica) هو نوع من الفطريات يتبع جنس النخر من الفصيلة النخرية.